# It’s All Over Now, Baby Blue
It’s All Over Now, Baby Blue – piosenka skomponowana przez Boba Dylana, nagrana przez niego w styczniu i wydana na albumie Bringing It All Back Home w marcu 1965 r.

## Historia i charakter utworu
"It’s All Over Now, Baby Blue” pozostaje do dziś jednym z najpopularniejszych utworów Dylana i zarazem utworem niezwykle wieloznacznym, dającym się wielorako interpretować.
Może być pożegnaniem z kobietą, przyjacielem, byłym przyjacielem, z polityczną lewicą, a nawet z własną (lub też czyjąś) niewinnością. Może być rozpatrywany jako kołysanka, ale także jako pieśń przebudzenia...
Świat przedstawiony w tym utworze jest światem zimnym, w którym nic nie jest pewne i niczego nie można przewidzieć. Głos Dylana przekazuje jego ból i swoistą nadzieję (w ciemnych barwach) i mocne emocje, które wyhamowuje zamieniając je w kruche poddanie się.
Dylan skomponował tę piosenkę w krytycznym momencie swojego rozwoju duchowego (jako człowieka) i rozwoju kariery (jako artysty). Przechodził z utworów typu „wskazywanie palcem” do utworów surrealistycznych, które wykazywały nawet solipsyzm ich autora.
Chociaż tytuł sugeruje, że jest to utwór o pożegnaniach, to jest to przede wszystkim utwór o nowych początkach. Typowym przykładem tego są wersy
Forget the dead you've left, they will not follow you
Strike another match, go start anew
(pol. zapomnij zmarłych, których pozostawiłeś, nie pójdą za tobą/odpal kolejną zapałkę, zacznij od nowa)
To ewidentnie nie jest epitafium, tylko wezwanie do nowego życia.
Piosenka ta wykazuje wpływ teorii Carla Junga o synchroniczności – filozofii czy technice obserwacyjnej, będącej pewnego rodzaju sztuką „przypadkowego” odkrywania rzeczy dobrych i pełnych znaczenia. Jung pisze o tym w związku z chińską księgą Yijing, która w latach 60. stała się niezwykle popularna w świecie zachodnim i bez wątpienia była znana także Dylanowi.
W utworze tym występuje także spora liczba symboli i postaci, które je ucieleśniają (np. your orphan with his gun; pol. twój sierota ze swoim rewolwerem). Co charakterystyczne – wszystkie są potencjalnie groźna dla „adresata” piosenki. Ale jest to świat, w którym nawet „dywan rusza się pod tobą”.
Dylan skomponował „It’s All Over Now, Baby Blue” najpewniej na początku stycznia 1965 r. Sam wskazał, że wpływ na niego miała piosenka „Baby Blue” Gene’a Vincenta, chociaż Dylanowski utwór jest właściwie jej antytezą.
Podzielone wśród krytyków i fanów są sugestie odnośnie do tytułowego „Baby Blue”.
Niektórzy sugerują niebieskookiego Paula Claytona, przyjaciela nowojorskiego Dylana z wczesnych lat 60. Był on piosenkarzem folkowym i zbieraczem folklorystycznym. To właśnie on zagrał Dylanowi „Scarlet Ribbons for Her Hair”, co przyczyniło się do powstania melodii „Don’t Think Twice, It’s All Right”. Był on niezwykle przywiązany do Dylana (dokładnie w takim samym stopniu jak Dylan do Woody’ego Guthrie). Niektórzy uważają, że był gejem. Clayton popełnił samobójstwo 30 marca 1967 r. Inni natomiast sugerują, że adresatem utworu jest inny przyjaciel Dylana z tego wczesnego nowojorskiego okresu – Dawid Blue. Pojawił się on na okładce albumu „The Basement Tapes” (siedzi na podłodze w pierwszym rzędzie ze złożonymi dłońmi) oraz zagrał ważną rolę w filmie Dylana z 1978 r. Renaldo & Clara.
Podczas koncertów piosenka ta była wykonywana głównie w akustycznych solowych wersjach. W 1978 r. została ona jednak zaaranżowana bardziej w stylu rockandrollowym, co nadało jej bardziej optymistycznego wydźwięku. W latach 80. Dylan powrócił znów do solowej akustycznej wersji. Od 2003 r. piosenka była wykonywana przez zespół, z mocnym akcentem na partie fortepianowe, z łagodną aranżacją wydobywająca wszystkie subtelności kompozycji.

## Sesje i koncerty Dylana, na których wykonywał ten utwór

### 1965
- 13 stycznia 1965 – sesje nagraniowe do albumu w Columbia Studio A w Nowym Jorku. Wersja monofoniczna.
- 15 stycznia 1965 – sesje nagraniowe do albumu w Columbia Studio A w Nowym Jorku
- 17 lutego 1965 – nagrania w TV WABC w Nowym Jorku dla programu „Les Crane Show”
- 27 marca 1965 – koncert w „Civic Auditorium” w Santa Monica w Kalifornii
- 7 maja 1965 – koncert we „Free Trade Hall” w Manchesterze w Wielkiej Brytanii
- 9 maja 1965 – koncert w „Royal Albert Hall” w Londynie.
- 10 maja 1965 – koncert w „Royal Albert Hall” w Londynie. Wideo/DVD Dont Look Back
- 1 czerwca 1965 – nagrania dla TV BBC w Londynie; tę część programu wyemitowano 19 czerwca 1965
- 26 lipca 1965 – występ na Newport Folk Festival; ukazał się na DVD The Other Side of the Mirror (...).
- 28 sierpnia 1965 – koncert na tenisowym stadionie „Forest Hills” w Nowym Jorku
- 3 września 1965 – koncert w „Hollywood Bowl” w Los Angeles
- 1 października 1965 – koncert w grupą The Hawks/The Band w Carnegie Hall w Nowym Jorku
- 25 listopada 1965 – koncert w „Arie Crown Theater” w McCormick Place w Chicago w stanie Illinois

### 1966
- 5 lutego 1966 – koncert w „Westchester County Center” w White Plains w Nowym Jorku
- 6 lutego 1966 – koncert w „Syria Mosque” w Pittsburghu w stanie Pensylwania
- 26 lutego 1966 – koncert w „Garden Island” w Hampstead w stanie Nowy Jork
- 13 kwietnia 1966 – koncert na stadionie w Sydney w Australii
- 19 lub 20 kwietnia 1966 – koncert w „Festival Hall” w Melbourne w Australii
- 29 kwietnia 1966 – koncert w „Konserthuset” w Sztokholmie w Szwecji
- 5 maja 1966 – koncert w „Adelphi Theatre” w Dublinie w Irlandii
- 10 maja 1966 – koncert w „Colston Hall” w Bristolu w Wielkiej Brytanii
- 15 maja 1966 – koncert w „DeMontford Hall” w Leicester w Wielkiej Brytanii
- 16 maja 1966 – koncert w „Gaumont Theatre” w Sheffield w Wielkiej Brytanii
- 17 maja 1966 – koncert w „Free Tade Hall” w Manchesterze w Wielkiej Brytanii. Ukazał się na The Bootleg Series Vol. 4: Bob Dylan Live 1966, The „Royal Albert Hall” Concert
- 20 maja 1966 – koncert w „ABC Theatre” w Edynburgu w Wielkiej Brytanii
- 26 maja 1966 – koncerty w „Royal Albert Hall” w Londynie; koncerty: wieczorny i nocny

### 1974
Tournée po USA z grupą The Band; pierwsze tournée Dylana od maja 1966 r.
- 6 stycznia 1974 – koncert w „The Spectrum” w Filadelfii w stanie Pensylwania
- 22 stycznia 1974 – koncert w „The Omni” w Atlancie w stanie Georgia
- 29 stycznia 1974 – koncert w „Nassau County Coliseum” w Uniondale w stanie Nowy Jork
- 14 lutego 1974 – koncert w „The Forum” w Inglewood w Kalifornii. Koncert wieczorny

### 1975
Tournée Rolling Thunder Revue
- 1 grudnia 1975 – koncert w „Maple Leaf Gardens” w Toronto w prow. Ontario w Kanadzie
- 4 grudnia 1975 – koncert w „Forum de Montréal” w Montrealu w prow. Quebec w Kanadzie. To nagranie ukazało się na The Bootleg Series Vol. 5: Bob Dylan Live 1975, The Rolling Thunder Revue

### 1978
Światowe Tournée 1978. Od 20 lutego 1978 do 16 grudnia 1978. Cała światowa tura koncertowa Dylana liczyła 114 koncertów. Utwór ten był wykonywany dopiero od 41 koncertu
- 1 lipca 1978 – koncert na „Zeppelinfeld” w Norymberdze w Niemczech
- 3 lipca 1978 – koncert w „Pavillon de Paris” w Paryżu we Francji
- 4 lipca 1978 – koncert w „Pavillon de Paris” w Paryżu
- 5 lipca 1978 – koncert w „Pavillon de Paris” w Paryżu
- 6 lipca 1978 – koncert w „Pavillon de Paris” w Paryżu
- 8 lipca 1978 – koncert w „Pavillon de Paris” w Paryżu
- 11 lipca 1978 – koncert w „Scandinavium” w Göteborgu w Szwecji
- 12 lipca 1978 – koncert w „Scandinavium” w Göteborgu w Szwecji
- 15 lipca 1978 – koncert w „Blackbushe Aerodrome” w Camberley w Wielkiej Brytanii
- 24 września 1978 – koncert w „Broome County Veterans Memorial Arena” w Binghamton w stanie Nowy Jork
- 4 października 1978 – koncert w „Civic Center” w Baltimore w stanie Maryland
- 5 października 1978 – koncert w „Capital Center” w Largo w stanie Maryland
- 6 października 1978 – koncert w „The Spectrum” w Filadelfii w stanie Pensylwania
- 7 października 1978 – koncert w „Civic Center” w Providence w stanie Rhode Island
- 9 października 1978 – koncert w „Memorial Auditorium” w Buffalo w stanie Nowy Jork
- 12 października 1978 – koncert w „Maple Leaf Gardens” w Toronto w prow. Ontario w Kanadzie
- 13 października 1978 – koncert w „The Olympia” w Detroit w stanie Michigan
- 14 października 1978 – koncert w „Hulman Civic University Center” w Terre Haute w stanie Indiana
- 15 października 1978 – koncert w „Riverfront Coliseum” w Cincinnati w stanie Ohio
- 17 października 1978 – koncert na „Chicago Stadium” w Chicago w stanie Illinois
- 18 października 1978 – koncert na „Chicago Stadium” w Chicago w stanie Illinois
- 20 października 1978 – koncert w „Richfield Coliseum” w Richfield w stanie Ohio
- 27 października 1978 – koncert na „Wings Stadium” w Kalamazoo w stanie Michigan
- 28 października 1978 – koncert w „S.I.U. Arena” na Southestern Illinois University w Carbondale
- 31 października 1978 – koncert w „Civic Senter” w Saint Paul w stanie Minnesota
- 1 listopada 1978 – koncert w „Dane County Memorial Coloseum” w Madison w stanie Wisconsin
- 3 listopada 1978 – koncert na „Kemper Arena” w Kansas City w stanie Missouri
- 4 listopada 1978 – koncert w „Civic Auditorium” w Omaha w stanie Nebraska
- 9 listopada 1978 – koncert w „Memorial Coliseum” w Portlandzie w stanie Oregon
- 10 listopada 1978 – koncert w „HEC Edmondson Pavilion” w Seattle w stanie Waszyngton
- 11 listopada 1978 – koncert w „Pacific National Exhibition Hall” w Vancouver w prow. Kolumbia Brytyjska w Kanadzie
- 13 listopada 1978 – koncert w „Alameda County Coliseum” w Oakland w Kalifornii
- 14 listopada 1978 – koncert w „Alameda County Coliseum” w Oakland w Kalifornii
- 15 listopada 1978 – koncert w „Alameda County Coliseum” w Oakland w Kalifornii
- 17 listopada 1978 – koncert na „Sports Arena” w San Diego w Kalifornii
- 18 listopada 1978 – koncert w „A.S.U. Activities Center” w Tempe w stanie Arizona
- 19 listopada 1978 – koncert w „McKale Memorial Center” na University of Arizona w Tucson w Arizonie
- 21 listopada 1978 – koncert na „Special Events Arena” w El Paso w stanie Teksas
- 23 listopada 1978 – koncert w „Lloyd Noble  Center” w Norman w stanie Oklahoma
- 24 listopada 1978 – koncert w „Tarrant County Convention Center Arena” w Fort Worth w Teksasie
- 25 listopada 1978 – koncert w „Special Event Center” na University of Texas w Austin w Teksasie
- 26 listopada 1978 – koncert w „The Summit” w Houston w Teksasie
- 28 listopada 1978 – koncert w „The Coliseum” w Jackson w stanie Missisipi
- 29 listopada 1978 – koncert w „L.S.U. Assembly Center” w Baton Rouge w stanie Luizjana
- 1 grudnia 1978 – koncert w „Mid-South Coliseum” w Memphis w stanie Tennessee
- 2 grudnia 1978 – koncert w „Municipal Auditorium” w Nashville w Tennessee
- 3 grudnia 1978 – koncert w „Jefferson Civic Center” w Birmingham w stanie Alabama

### 1980
A Musical Retrospective Tour (pocz. 9 listopada 1980)
- 11 listopada 1980 – koncert w „Fox Warfield Theater” w San Francisco w stanie Kalifornia, USA
- 16 listopada 1980 – koncert w „Fox Warfield Theater” w San Francisco w stanie Kalifornia, USA
- 18 listopada 1980 – koncert w „Fox Warfield Theater” w San Francisco w stanie Kalifornia, USA
- 19 listopada 1980 – koncert w „Fox Warfield Theater” w San Francisco w stanie Kalifornia, USA
- 24 listopada 1980 – koncert w „Community Center” w Tucson w stanie Arizona, USA
- 26 listopada 1980 – koncert w „Golden Hall” w San Diego w Kalifornii, USA
- 30 listopada 1980 – koncert w „Paramount Northwest Theatre” w Seattle w stanie Waszyngton, USA
- 3 grudnia 1980 – koncert w „Paramount Theatre” w Portlandzie w stanie Oregon, USA

### 1981
Letnie amerykańskie tournée 1981 (pocz. 10 czerwca 1981)
- 10 czerwca 1981 – koncert w „Poplar Creek Music Theater” w Hoffman Estates, Chicago w stanie Illinois, USA

Letnie europejskie tournée (pocz. 21 czerwca 1981)
- 23 czerwca 1981 – koncert na „Stade de Colombes” w Colombes, Francja
- 27 czerwca 1981 – koncert w „Earl’s Court” w Londynie, Anglia, Wielka Brytania
- 8 lipca 1981 – koncert w „Johanneshoves Isstadion” w Sztokholmie w Szwecji.
- 18 lipca 1981 – koncert w „Eissstadion” w Mannheim w Niemczech

Jesienne amerykańskie i kanadyjskie tournée (pocz. 16 października 1981)
- 16 października 1981 – koncert w „Mecca Auditorium” na University of Wisconsin w Milwaukee, stan Wisconsin, USA

### 1984
Europejskie tournée 1984 (pocz. 28 maja 1984)
- 31 maja 1984 – koncert na „St. Pauli Stadion” w Hamburgu w Niemczech
- 2 czerwca 1984 – koncert na „St. Jacob Stadion” w Bazylei w Szwajcarii
- 3 czerwca 1984 – koncert na „Stadionie Olimpijskim” w Monachium w Niemczech
- 4 czerwca 1984 – koncert w „Sportpaleis Ahoy” w Rotterdamie w Holandii
- 6 czerwca 1984 – koncert w „Sportpaleis Ahoy” w Rotterdamie w Holandii
- 7 czerwca 1984 – koncert na „Stade de Schaerbeek” w Brukseli w Belgii
- 9 czerwca 1984 – koncert na „Ullevi Stadion” w Göteborgu w Szwecji
- 10 czerwca 1984 – koncert w „Idraetsparken” w Kopenhadze w Danii
- 11 czerwca 1984 – koncert na „Stadion Bieberer Berg” w Offenbach am Main w Niemczech
- 13 czerwca 1984 – koncert w „Waldbühne” w Berlinie Zachodnim
- 1 lipca 1984 – koncert w „Parc de Sceaux” w Paryżu we Francji
- 7 lipca 1984 – koncert na „Wembley Stadium” w Londynie w Anglii
- 8 lipca 1984 – koncert w „Slane Castle” w Slane w Irlandii

### 1986
2. Letnie tournée po USA (pocz. 9 czerwca 1986)
- 2 lipca 1986 – koncert grupy Grateful Dead w „Rubber Bowl” w Akron w stanie Ohio w USA
- 7 lipca 1986 – koncert grupy Grateful Dead na „RFK Stadium”  w Waszyngtonie w Dystrykcie Columbii w USA

Dylan dołączył do Grateful Dead (występowali tego samego dnia na tych samych scenach) i wspólnie wykonali kilka utworów.

### 1987
Tournée Boba Dylana i Grateful Dead (pocz. 4 lipca 1987)
- 12 lipca 1987 – koncert na „Giants Stadium” w East Rutherford w stanie Nowy Jork w USA
- 24 lipca 1987 – koncert na „Oakland County Stadion” w Oakland w Kalifornii w USA
- 26 lipca 1987 – koncert na „Oakland County Stadion” w Oakland w Kalifornii w USA

Tournée Świątynie w płomieniach (pocz. 5 września 1987)
- 7 września 1987 – koncert w „Sultan's Pool” w Jerozolimie w Izraelu
- 16 września 1987 – koncert w „Frankenhalle” w Norymberdze w Niemczech
- 20 września 1987 – koncert w „Messenhalle 20” w Hanowerze, Niemcy Zach
- 23 września 1987 – koncert w „Jaahalli” w Helsinkach w Finlandii
- 29 września 1987 – koncert w „Hans Martin Schleyerhalle” w Stuttgarcie w Niemczech

### 1988
Nigdy nie kończące się tournée (pocz. 7 czerwca 1988). Wszystkie koncerty Dylana od tego momentu są częścią „Nigdy niekończącego się tournée”.
Interstate 88 I
Część pierwsza: Letnie tournée po Kanadzie i USA
- 9 czerwca 1988 – koncert w „Cal Expo Amphitheatre”, Sacramento, Kalifornia
- 13 czerwca 1988 – koncert w „Park West, Park City”, Salt Lake City, Utah
- 15 czerwca 1988 – koncert w „Fiddler’s Green Amphitheatre”, Denver, Kolorado
- 24 czerwca 1988 – koncert w „Garden State Performing Arts Center”, Holmdel, New Jersey
- 1 lipca 1988 – koncert w „Jones Beach Theater”, Jones Beach State Park, Wantagh, Nowy Jork
- 6 lipca 1988 – koncert w „Frederick Mann Music Center” w Filadelfii w stanie Pensylwania w USA
- 9 lipca 1988 – koncert w „Ottawa Civic Center Arena” w Ottawie w prow. Ottawa w Kanadzie
- 14 lipca 1988 – koncert w „Poplar Creek Music Theater” w Hoffman Estates w Chicago w stanie Illinois w USA

Interstate 88 II
Część druga: Letnie tournée po Północnej Ameryce (pocz. 18 sierpnia 1988)
- 21 sierpnia 1988 – koncert w „Pacific Coliseum”, Vancouver, Kolumbia Brytyjska, Kanada
- 8 września 1988 – koncert w „Broome County Veterans Memorial Arena”, Binghamton, Nowy Jork, USA
- 10 września 1988 – koncert w „Waterloo Village”, Stanhope, New Jersey, USA
- 13 września 1988 – koncert w „Civic Arena”, Pittsburgh, Virginia, USA
- 19 września 1988 – koncert w „University Hall”, Charlottesville, Virginia, USA.

### 1989
Część czwarta: Letnie europejskie tournée 1989 (pocz. 27 maja 1989)
- 27 maja 1989 – koncert w „Christinehofs Slottspark, Christinehofs Slott, Skania, Szwecja
- 4 czerwca 1989 – koncert w „Simmonscourt, R.D.S.”, Dublin, Irlandia
- 11 czerwca 1989 – koncert w „Voorst Nationaal”, Bruksela, Belgia

Część piąta: Letnie tournée po Ameryce Północnej (pocz. 1 lipca 1989)
- 6 lipca 1989 – koncert w „Howard C. Baldwin Memorial Pavilion”, Meadowbrook, Rochester Hills, Michigan
- 25 lipca 1989 – koncert w „Fingerlakes Performinga Arts Center”, Canandaigua, Nowy Jork
- 30 lipca 1989 – koncert w „Ottawa Civic Centre Arena”, Ottawa, Ontario, Kanada
- 5 sierpnia 1989 – koncert w „Welsh Auditorium”, Grand Rapids, Michigan, USA
- 9 sierpnia 1989 – koncert w „The Muny”, Forest Park, St. Louis, Missouri, USA
- 13 sierpnia 1989 – koncert w „The Paladium”, Carowinds Amusement Park, Charlotte, Karolina Północna, USA
- 15 sierpnia 1989 – koncert w „Troy G. Chastain Memorial Park Amphitheatre”, Atlanta, Georgia, USA
- 18 sierpnia 1989 – koncert w „Freedom Hall”, Louisville, Kentucky, USA
- 23 sierpnia 1989 – koncert w „The Zoo Ampihitheatre”, Oklahoma City, Oklahoma, USA
- 25 sierpnia 1989 – koncert w „Kiefer UNO Lakefront Arena”, Nowy Orlean, Luizjana, USA
- 31 sierpnia 1989 – koncert w „Fiddler’s Green”, Englewood, Kolorado, USA
- 1 września 1989 – koncert w „Park West” w Park City w stanie Utah, USA
- 3 września 1989 – koncert w „Greek Theatre”, University of California, Berkeley, Kalifornia, USA
- 6 września 1989 – koncert w „Starlight Bowl”, San Diego, Kalifornia, USA
- 8 września 1989 – koncert w „Pacific Amphitheater”, Costa Mesa, Kalifornia, USA
- 9 września 1989 – koncert w „Greek Theatre”, Hollywood, Los Angeles, Kalifornia, USA

Część szósta: Jesienne tournée po USA (pocz. 10 października 1989)
- 10 października 1989 – koncert w „The Beacon Theatre”, Nowy Jork, Nowy Jork, USA
- 15 października 1989 – koncert w „The Tower Theatre”, Upper Darby, Pensylwania, USA
- 17 października 1989 – koncert w „Constitution Hall”, Waszyngton, Dystrykt Kolumbia, USA
- 25 października 1989 – koncert w „The Opera House”, Boston, Massachusetts, USA
- 2 listopada 1989 – koncert w „State Theater”, Cleveland, Ohio, USA
- 6 listopada 1989 – koncert w „Cassell Coliseum” na Virginia Polytechnic Institue w Blacksburgu w stanie Wirginia
- 8 listopada 1989 – koncert w „Duke University”, Durham, Karolina Północna, USA
- 12 listopada 1989 – koncert w „Sunrise Musical Theater”, Miami, Floryda, USA
- 14 listopada 1989 – koncert w „Festival Hall”, Tampa Bay Performing Arts Center, Tampa, Floryda, USA

## Dyskografia i wideografia
Dyski
- Bob Dylan’s Greatest Hits Vol. II (1971)
- Biograph (1985)
- The Bootleg Series Vol. 4: Bob Dylan Live 1966, The „Royal Albert Hall” Concert (1998)
- The Bootleg Series Vol. 5: Bob Dylan Live 1975, The Rolling Thunder Revue (2002)
- The Bootleg Series Vol. 7: No Direction Home: The Soundtrack (2005)
- Dylan (2007)

Film
- Dont Look Back (2007)
- The Other Side of the Mirror. Bob Dylan Live at the Newport Folk Festival 1963–1965 (2007)

## Wersje innych artystów
- Joan Baez – Farewell, Angelina (1965); Golden Hour (1972); Greatest Hits (1973); Live at Newport (1996); Vanguard Sessions: Baez Sings Dylan (1998)
- The Byrds – Turn! Turn! Turn! (1965); Ballad of Easy Rider (1969); Byrds Play Dylan (1980); The Byrds (1990)
- Barry McGuire – Eve of Destruction (1965)
- Cops & Robbers – singel (1965)
- The Grateful Dead – Vintage Dead (1970); Dick's Picks, Volume 9 (1998); Postcards of the Hanging: Grateful Dead Perform the Songs of Bob Dylan (2002)
- Them – singiel (Decca, 1966), Them Again (1966); Basquiat: Original Soundtrck (1994)
- The Chocolate Watch Band – The Inner Mystique (1967)
- Druids of Stonehenge – Creation (1967)
- Thirteenth Floor Eleeators – Easter Everywhere (1968)
- Dion – Wonder Where I'm Bound (1969); The Road I'm On: Retrospective (1997)
- Danny Cox – Birth Announcement (1969)
- Bold – Bold (1970)
- Leon Russell – Leon Russell and the Shelter People (1971)
- Turley Richards – Expressions (1971)
- Judy Nash – The Night They Drove Old Dixie Down (1972)
- Manfred Mann – Glorified Magnified (1972)
- The Animals – Before We Were So Rudely Interrupted (1976)
- Little Bob Story – High Time (1976)
- Graham Bonnet – Graham Bonnet (1977)
- Link Wray – Bullshot (1979)
- Flash – My Generation (1983)
- Ap Daalmeijer – Studio (1983)
- Marianne Faithfull – Rich Kid Blues (1985)
- Falco – Falco 3 (1986)
- Shadowland – Shadowland (1989)
- Richie Havens – Sings Beatles and Dylan (1990)
- Steven Keene – Keene on Dylan (1990)
- Energy Orchard – Stop the Machine (1992)
- The Famous Charisma Box – Famous Charisma Box (1993)
- Van Morrison – Best of Van Morrison, Volume 2 (1993)
- Tom Constanten – Morning Dew (1993)
- Cops & Robbers na albumie różnych wykonawców The Songs of Bob Dylan (1993)
- Judy Collins – Judy Sings Dylan... Just Like a Woman (1993)
- Phil Carmen – Bob Dylan’s Dream (1996)
- Roger Chapman – Kiss My Soul (1996)
- West Coast Pop Art Experimental Band – Volume One (1997)
- Country Gentlemen – Early Rebel Recordings 1962–1971 (1998)
- Hole – Celebrity Skin (1998); The Crow (2000)
- Jimmy LaFave – Trail (1999)
- Steve Howe – Portraits of Bob Dylan (1999)
- Andy Hill – It Takes a Lot to Laugh (2000)
- Rolling Thunder – The Never Ending Rehearsal (2000)
- Stephen Cummings – The Woodstock Sessions: Songs of Bob Dylan (2000)
- Kelly Hogan na albumie różnych wykonawców A Tribute to Bob Dylan, Volume 3: The Times They Are a-Changin’ (2000)
- Michel Montecrossa – Jet Pilot (2000)
- The Blues Doctor – Backs Bobby Dylan (2001)
- 2 of Us – From Zimmermann to Genghis Khan (2001)
- Cops & Robbers na albumie różnych wykonawców It Ain’t Me Babe -Zimmerman Framed: The Songs of Bob Dylan (2001)
- Barb Jungr – Every Grain of Sand: Barb Jungr Sings Bob Dylan (2001)
- Bryan Ferry – Frantic (2002)
- Robyn Hitchcock – Robyn Sings (2002)
- Joni Mitchell – The Word (2003)